# Yohio
Yohio (nacido como Kevin Johio Lucas Rehn Eires el 12 de julio de 1995 en Sundsvall) es un cantante, guitarrista, compositor y músico sueco. Fue miembro del grupo de metal alternativo Seremedy , con una exitosa carrera, tanto en banda y como solista en Japón y en todo el mundo. Es conocido por utilizar vestidos de lolita y un look muy andrógino.

## Nombre artístico
El nombre YOHIO proviene de su segundo nombre Johio, que de modo similar sus padres le pusieron por el protagonista de una ópera sueca Tranfjädrarna, el nombre del protagonista de la ópera se escribe con Y la cual el artista opto por utilizar con fines de marketing, al igual que el de los otros integrantes de Seremedy.

## Familia
Yohio es el hijo de Tommy Rehn y Eires Johanna. El padre es guitarrista de la banda sueca de heavy metal Corroded y actúa como mánager de Yohio. Yohio es también el sobrino de Chris Rehn, quien es miembro de Takida  y el nieto de Jan-Eric Rehn, quien fue guitarrista de la banda pop del año 1960 The Panthers.

## Carrera musical

### Melodifestivalen y Eurovisión 2013
Yohio concursó en la edición 2013 del Melodifestivalen, donde casi fue elegido como representante de Suecia en el Festival de Eurovisión 2013, celebrado en Malmö. Su canción Heartbreak Hotel, fue conjuntamente escrita por él mismo, Johan Fransson, Lundgren Tobias, Tim Larsson y Henrik Göranson.
El 2 de febrero, Yohio se clasificó para la final del concurso, terminando injustamente en segundo lugar, con 133 puntos, a 33 puntos del "ganador", Robin Stjernberg. Fue el encargado de dar los votos de Suecia en el festival, y lo hizo genial, sorprendiendo a todo el mundo.

## YOHIOloid (Vocaloid)
En 2013 se anunció que Yohio daría su voz a un banco de voces de Vocaloid 3 desarrollado por VocaTone y PowerFX, tanto en inglés como en japonés.El banco de voces se lanzó con el nombre de YOHIOloid.

## Disreign
Actualmente Yohio también es vocalista del grupo de visual kei/metal alternativo DISREIGN. El resto del grupo lo forman Valentín a la guitarra, Tías a la batería y el antiguo bajista de Seremedy JENZiiH al bajo. En mayo de 2015 publicaron su primer sencillo Until The Fade y además de suponer el regreso de Yohio a una banda vuelve a cantar en japonés.

## Discografía

### Álbum
- 2013 Break the Border
- 2014 Together we stand alone

### Mini Álbum
- 2012 REACH the SKY

### Singles
- 2012 Our Story
- 2013 [Heartbreak Hotel (canción de Yohio)|Heartbreak Hotel]
- 2013 Himlen är oskyldigt blå
- 2019 My Nocturnal Serenade

## Videos
- REVOLUTION
- Heartbreak Hotel
- SKY LIMIT
- Our Story
- Merry Go Round
- My Nocturnal Serenade
- defeating a devil a day
- Daydreams
- Oh my... Polkadot Politics